# Rainer Kühl
Rainer W. Kühl (* 1956) ist ein deutscher Agrarwissenschaftler. Bis zu seiner Emeritierung 2022 war er Professor am Institut für Betriebslehre der Agrar- und Ernährungswirtschaft der Justus-Liebig-Universität Gießen. In dieser Position war er außerdem geschäftsführender Direktor des Instituts für Genossenschaftswesen. Er war Scientific Director am European Research Network for Agricultural Cooperatives und Redaktionsmitglied beim Journal Agribusiness – An International Journal
Kühl ist Mitglied des Vorstandes der DZ-Bank-Stiftung.
Von 1977 bis 1980 spielte Kühl als Kreisläufer für den THW Kiel in der Handball-Bundesliga.  

## Veröffentlichungen (Auswahl)
- Wettbewerbstheoretische Analyse des Landwarenmarktes in der Bundesrepublik Deutschland : Arbeit aus d. Inst. für Landwirtschaftl. Betriebs- u. Arbeitslehre d. Christian-Albrechts-Univ. zu Kiel, Kiel : Wissenschaftsverlag Vauk, 1986, ISBN 3-922553-79-6
- Marktstrukturelle Entwicklungen im Landwarenhandel Schleswig-Holsteins im Zusammenhang mit dem derzeitigen Marktverhalten landwirtschaftlicher Betriebe, Kiel : Inst. für Landwirtschaftl. Betriebs- u. Arbeitslehre, 1982